# Бад-Цвестен
Бад-Цвестен (нем. Bad Zwesten) — община в Германии, курорт, расположен в земле Гессен. Подчиняется административному округу Кассель. Входит в состав района Швальм-Эдер. Население составляет 4000 человек (на 31 декабря 2010 года). Занимает площадь 39,45 км². Община подразделяется на 5 сельских округов.

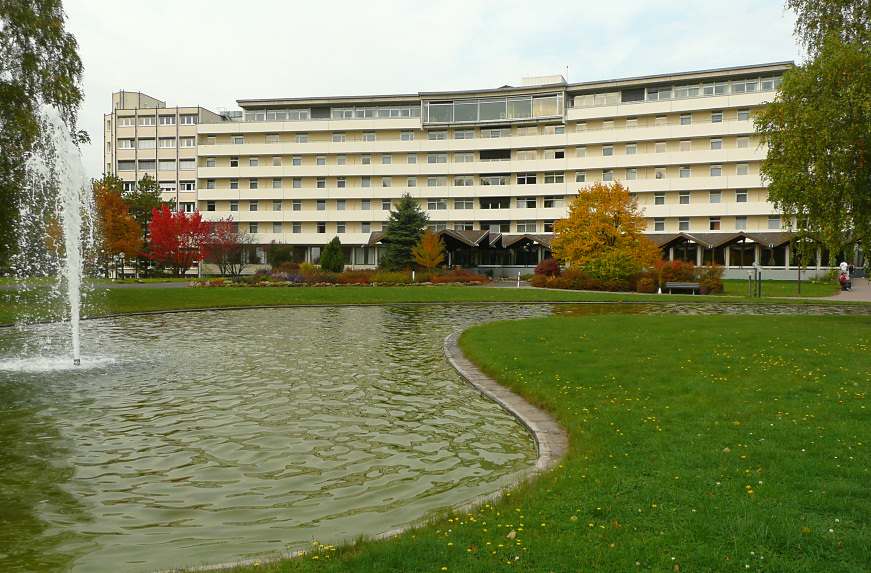

## Население
| Год  | Численность | Численность |
| ---- | ----------- | ----------- |
| 2014 | 3867        |             |
| 2017 | 3901        | [ 2 ]       |
| 2019 | 3914        | [ 4 ]       |
| 2021 | 3823        | [ 5 ]       |
| 2022 | 3832        | [ 6 ]       |
| 2023 | 3957        | [ 3 ]       |